# Asztalos Sándor (katona)
Asztalos Sándor (Máramarossziget, 1823. május 5. – Genf, 1857. február 17.) magyar honvédezredes, az aradi hős.

## Élete
Részt vett az 1848-49-es szabadságharcban. Az aradi csatában (1849. február 8.) tűnt ki. Személyes példamutatásával – zászlóval a kezében – vezette vissza Aradra a 29. honvédzászlóalj menekülésre kész katonáit és vezetésével elűzték az aradi vár felmentésére érkező temesvári őrséget. A szabadságharc leverése után 1849-ben Hamburgba emigrált, majd később Londonba került. 1851-ben részt vett az emigránsoknak azon az ülésén, melyen elhatározták Kossuth Lajos ünnepélyes fogadtatását. Később Brüsszelbe, majd Genfbe ment. Genfben párbajt vívott Strezeleczky Ágost lengyel emigránssal (volt magyar honvéd ezredessel), aki a párbajban megölte.

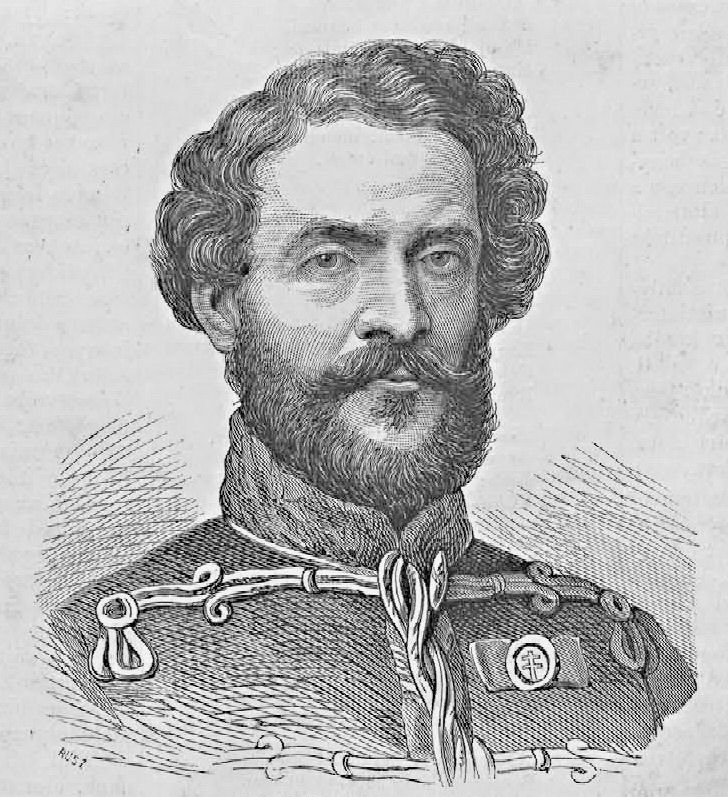
Rusz Károly: Asztalos Sándor

## Külső hivatkozások
- http://www.nagybanya.ro/kornyeke2-id-40.htm